# Акіба Тадахіро
Тадахіро Акіба (яп. 秋葉 忠宏, нар. 13 жовтня 1975, Тіба) — японський футболіст, що грав на позиції півзахисника.

## Клубна кар'єра
Грав за команди ДЖЕФ Юнайтед Ітіхара, Авіспа Фукуока, Сересо Осака, Альбірекс Ніїгата, Токусіма Вортіс, Зеспа Кусацу i Сагаміхара.

## Виступи за збірну
1996 року у складі національної збірної Японії був учасником футбольного турніру на Олімпійських іграх.